# Anders Gärderud
Anders Gärderud (Estocolmo, Suecia, 28 de agosto de 1946) es un atleta sueco retirado, especializado en la prueba de 3000 m obstáculos en la que llegó a ser campeón olímpico en 1976.

## Carrera deportiva
En los JJ. OO. de Montreal 1976 ganó la medalla de oro en los 3000 m obstáculos, con un tiempo de 8:08.12 segundos que fue récord del mundo, llegando a la meta por delante del polaco Bronisław Malinowski (plata) y el alemán Frank Baumgartl (bronce).